# تامی وایزو
تامی وایزو (لهستانی: Tommy Wiseau؛ ‎/ˈwaɪzoʊ/‎)؛ زادهٔ ۳ اکتبر ۱۹۵۵) فیلم‌نامه‌نویس، تهیه‌کننده فیلم، کارگردان فیلم، هنرپیشه، بازیگر تلویزیون و بازیگر سینما اهل ایالات متحده آمریکا است. وی از سال ۲۰۰۳ میلادی تاکنون مشغول فعالیت بوده‌است.